# Burg Marquartstein
Die Burg Marquartstein ist eine mittelalterliche Höhenburg bei 575 m ü. NN auf einem ins Tal der Tiroler Achen ragenden Felsen im Chiemgau in Marquartstein im oberbayerischen Landkreis Traunstein. Die Anlage ist als „Schloss“ unter der Aktennummer D-1-89-129-5 als Baudenkmal verzeichnet. „Untertägige mittelalterliche und frühneuzeitliche Befunde im Bereich von Burg Marquartstein und ihrer Vorgängerbauten mit ehem. Burgkapelle St. Bartholomäus und Vitus und abgegangener Vorburgburg“ werden zudem als Bodendenkmal unter der Aktennummer D-1-8240-0118 geführt.

## Geschichte
Die Gründung der Burg Marquartstein durch den Chiemgaugrafen Marquart von Marquartstein fällt in das Jahr 1075. Kurz nach seiner Heirat mit Adelheid von Lechsgemünd verstarb Marquart jedoch. Seine Witwe heiratete anschließend den Diepoldinger Ulrich von Passau. Nach dessen Tod im Jahre 1099 kam die Burg durch Ehe seiner Tochter Uta mit Engelbert II. an das Haus der Spanheimer. Die so entstandene Grafschaft Kraiburg-Marquartstein wurde nach dessen Tod Teil der Ortenburg’schen Besitzungen.

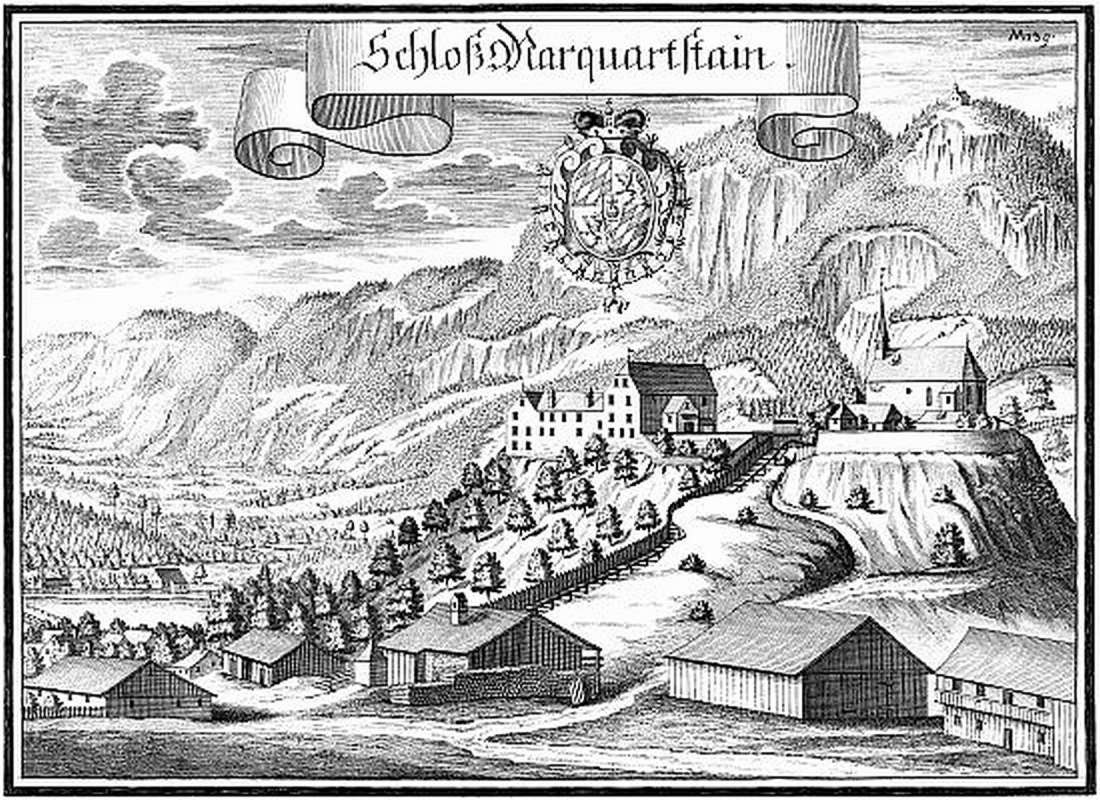
„Schloss Marquartstein“ nach Michael Wening in der Topographia Bavariae um 1700

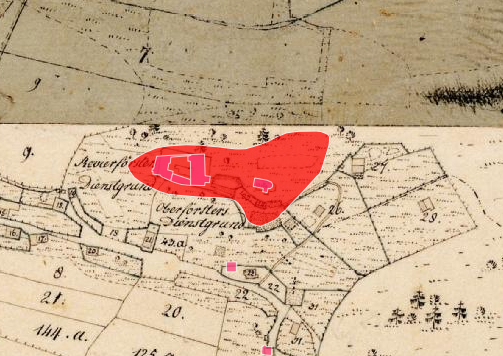
Lageplan von Burg Marquartstein auf dem Urkataster von Bayern

Nachdem die pfalzgräfliche Linie des Hauses Ortenburg mit Rapoto III. im Jahre 1248 ausgestorben war, fielen die Besitzungen an dessen Schwiegersohn Hartmann I. von Werdenberg. Dieser veräußerte 1259 die Grafschaft an den Wittelsbacher Herzog Heinrich XIII. von Niederbayern. Marquartstein war daraufhin bis 1803 Sitz eines bayrischen Pflegamts. 1803 erfolgte die Aufhebung des Pfleggerichts Marquartstein und die Eingliederung in das Landgericht Traunstein.
1857 kauften, vermutlich gleich gezielt für ihren einzigen Sohn Rudolf von Tautphoeus (1838–1885), die englisch-irische Schriftstellerin Jemima Montgomery und ihr Mann Cajetan von Tautphoeus die zerfallende Burg und ließen sie renovieren. Jemima von Tautphoeus wurde hier nachweislich zu ihren Romanen inspiriert. Der Burgerbe Rudolf von Tautphoeus wurde Diplomat, war Leg.-Rat sowie a. o. Ges. u. b. Minister, bayrischer Kammerherr und lebte mit seiner Frau Alice Baronin Isocco Sonnino auf Schloss Marquartstein, in Como und in Rom. Ihre beiden Töchter wiederum heirateten beide hohe italienische Offiziere. Offen bleibt die Historie des Herrensitzes nach 1885, respektive 1893, nach dem Tod der Schriftstellerin.
Von 1928 bis 1958 beherbergte die Burg ein Landschulheim. Die Burg wurde 1987 von dem Kunsthändler Konrad O. Bernheimer aus München erworben und saniert, sie ist in Privatbesitz und kann nicht besichtigt werden. Seit 2015 steht die Burg wieder zum Verkauf.
Vermutlich waren die Rettenburg und Streichenburg Vorbefestigungen der Burg Marquartstein.

## Burgkapelle

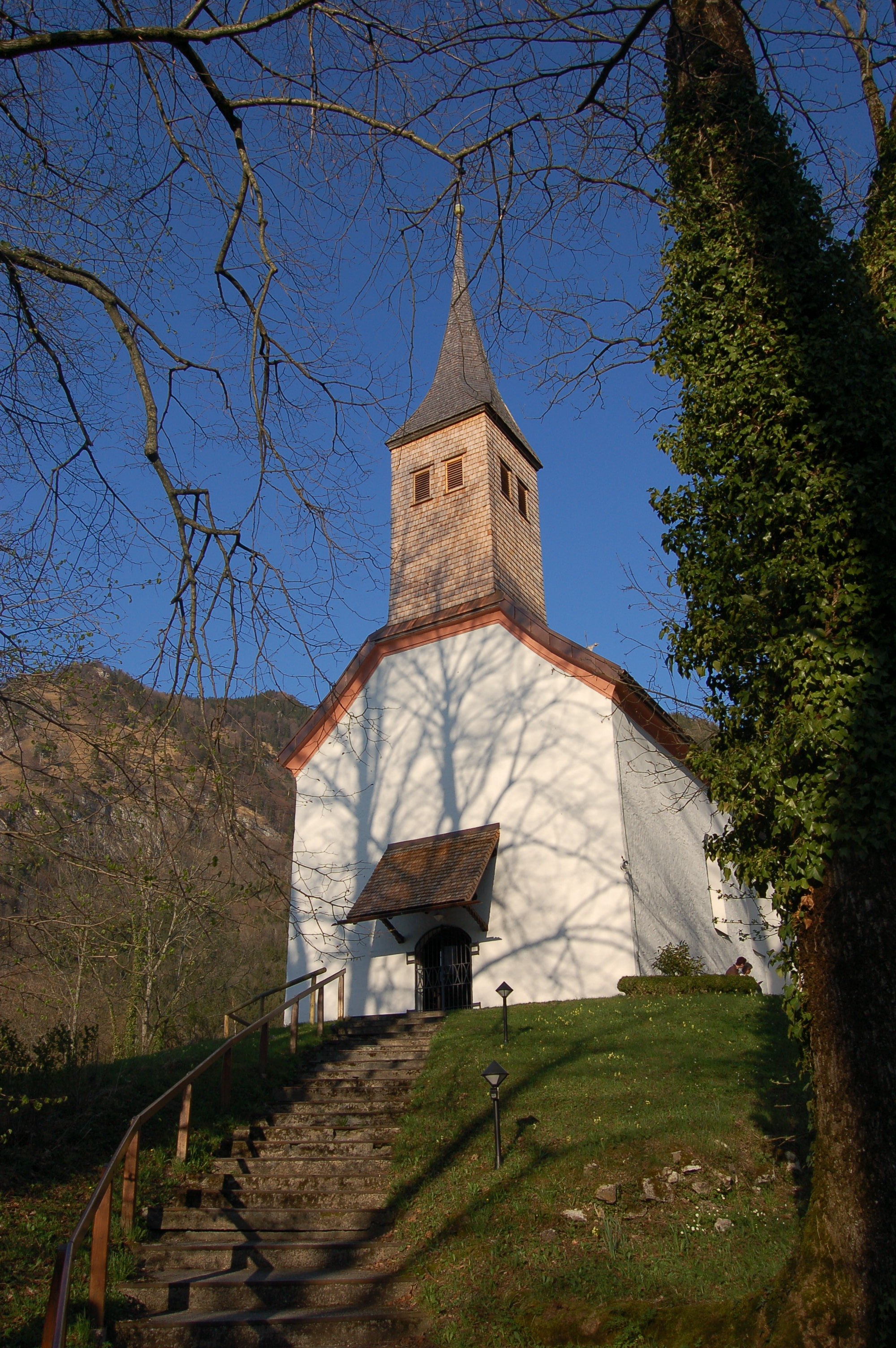
St. Vitus-Kapelle

Die Burgkapelle St. Bartholomäus und Vitus neben der Burg wurde nach einem Brand am 13. Februar 1843 zwei Jahre später neu errichtet. Hier heirateten am 10. September 1894 der Komponist Richard Strauss und Pauline de Ahna.